# Astrocottus leprops
Astrocottus leprops és una espècie de peix pertanyent a la família dels còtids.

## Descripció
- Fa 5 cm de llargària màxima.
- Nombre de vèrtebres: 33-35.[4][5]

## Hàbitat
És un peix marí, demersal i de clima temperat que viu entre 74 i 180 m de fondària.

## Distribució geogràfica
Es troba al Pacífic nord-occidental: el Japó.

## Observacions
És inofensiu per als humans.